# Liste des parcs d'État du Mississippi
Cet article concerne une liste des parcs d'État du Mississippi aux États-Unis d'Amérique par ordre alphabétique. Ils sont gérés par le Mississippi Wildlife, Fisheries and Parks.

## Parcs d'États actuels en 2005
- Buccaneer
- de Clark Cre
- Clarkco
- Florewood
- George P. Cossar
- Golden Memorial
- Grand Gulf Military Monument
- Great River Road
- Holmes County
- Hugh White
- John W. Kyle
- J.P. Coleman
- Lake Lincoln
- Lake Lowndes
- LeFleur's Bluff
- Legion
- Leroy Percy
- Natchez
- Paul B. Johnson
- Percy Quin
- Roosevelt
- Shepard
- Tishomingo
- Tombigbee
- Trace
- Wall Doxey

## Anciens parcs d'État
- Arkbutla
- Casey Jones
- Fort Maurepas
- Gulf Marine
- Nanih Waiya transféré à la tribu amérindienne des Choctaw en 2006
- Sam Dale
- Winterville Mounds entre 1960 et 2000 puis transféré au Mississippi Department of Archives and History.